# Західний парк (станція метро)
Західний парк (болг. Западен парк) — спільна станція Першої та Четвертої ліній Софійського метрополітену, що відкрита 28 січня 1998 року. Розташована у східній частині житлового району «Люлин» поблизу Західного парку. З двох боків станції розташовані виходи, вестибюлі яких знаходяться у підземних переходах на бульварі Цариці Іоанни, під яким проходять тунелі метро. Розташована під рогом бульвару Петра Дертлієва і Цариці Іоанни.
Однопрогінна станція, мілкого закладення з острівною платформою.
Стеля і стіни оздоблені алюмінієм, пофарбованим в рожевий колір, на стінах також розташовані рекламні банери. Підлога вкрита сірим полірованим гранітом, а в центрі платформи на поздовжній чорній смузі є лави зеленого кольору.

## Пересадки
- Трамваї: 8
- Автобуси: 310